# Wiśniewski Hrabia

Wizerunek herbu wg Herbarza Polskiego od średniowiecza do XX wieku T.Gajla

Wiśniewski Hrabia – polski herb hrabiowski, odmiana herbu Prus, nadany w Galicji.

## Opis herbu
Opisy z wykorzystaniem klasycznych zasad blazonowania:
W polu czerwonym półtorakrzyż srebrny. Nad tarczą korona hrabiowska, nad którą hełm z klejnotem: ramię zbrojne, trzymające miecz. Labry: czerwone, podbite srebrem. Trzymacze: z prawej lew złoty o języku czerwonym, z lewej gryf srebrny o języku czerwonym. Pod tarczą, na wstędze czerwonej dewiza PRO PATRIA ET FIDE (łac. ZA OJCZYZNĘ I WIARĘ), srebrna.

## Najwcześniejsze wzmianki
Nadany z tytułem hrabiowskim Tadeuszowi Stanisławowi Konstantemu Zefirynowi von Wiśniewo-Wiśniewskiemu w Galicji 29 grudnia 1876 roku (dyplom z 13 marca 1877). Podstawą nadania tytułu było jedynie posiadanie znacznego majątku ziemskiego. W związku z tym, Tadeusz Stanisław Konstanty nie spełniał formalnych wymogów przyznania tytułu hrabiego. Prawdopodobnie o nadaniu zdecydowały wpływy na dworze cesarskim rodziny jego żony, Julii Stadion von Thaunhausen und Warthausen. Starania Wiśniewskiego o tytuł poparł także namiestnik  Galicji hr. Alfred Potocki. Wiśniewscy byli starą rodziną szlachecką wywodzącą się z Wiśniewa na Mazowszu, wzmiankowaną już w 1389, ale Tadeusz Stanisław Konstanty nie dołączył do wniosku dokumentów poświadczających pokrewieństwo z tymi Wiśniewskimi. Dziad obdarowanego, Jan Gwalbert, został wylegitymowany 3 stycznia 1783 jako ritter von Wiszniewo (I stopień szlachectwa).

## Herbowni
Jedna rodzina herbownych:
graf von Wiśniewo-Wiśniewski.

### Znani herbowni
- Tadeusz Stanisław Wiśniewski
- Stanisław Józef Wiśniewski
- Jarosław Klemens Wiśniewski
- Witold Karol Wiśniewski